# Јадранка Јовановић
Јадранка Јовановић (Београд, 8. јануар 1958) је српска оперска примадона, мецосопран, првакиња Опере Народног позоришта у Београду, једна од најпопуларнијих уметница у класичној музици у Србији са великим међународним угледом и каријером. Њен уметнички опус обухвата наступе на преко 120 светских опера и концертних дворана широм света. Народни посланик је у Скупштини Републике Србије и шеф делегације у Парламентарној скупштини Франкофоније.

## Биографија
Рођена је у Београду, где је завршила основну школу и музичку гимназију. Крајем седамдесетих уписује Факултет музичке уметности у Београду. Дипломирала је на два одсека, Катедри за музичку теорију и Катедри за соло певање. За препознавање њеног талента и утицаја на њену каријеру изузетно је заслужан професор Слободан Турлаков. На одсеку за соло певање је и магистрирала.
Њена каријера је започела 1981. године у Народном позоришту на сцени Београдске опере, улогом Розине у опери Севиљски берберин. Респектабилну репутацију у светским уметничким круговима остварила је пре свега својим наступима на преко 120 светских оперских и концертних позорница, од Пекинга до Мексико Ситија, и од Палм Бича до Сибира, међу којима се истичу: Миланска скала (у овом театру је остварила свој први интернационални наступ), Театро Лисео у Барселони, Театар Масимо у Палерму, Моцартеум у Салцбургу, Театро Мунисипал у Рио де у Жанеиру, Бунка Каикан у Токију, Национални театар Сан Карло у Лисабону, Театар Комунале у Фиренци, Театар Ређо у Парми, Опера у Ници, Националном театару на фестивалу Жорж Енеску у Букурешту, Глен Гулд студио у Торонту, Театар Белини у Катанији, Росинијев оперски фестивал у Пезару, Одеон Херода Атичког у Атини, Кенеди центар у Вашингтону, Карнеги хол у Њујорку, Музикферајн у Бечу и др. Остаће упамћена и као први извођач насловне улоге у опери Кармен, на Блиском истоку, у Уједињеним Арапским Емиратима 2007. године. По тој улози остала је препознатљива, због чега јој је додељен неформални надимак „Српска Кармен”.
Сарађивала је са највећим светским певачима: Пласидом Домингом, Хозеом Карерасом, Петером Дворским, Хозеом Куром, Жељком Лучићем, Мирелом Френи, Евом Мартон, Данијелом Деси и др. Такође је сарађивала са истакнутим светским диригентима: Клаудијом Абадом, Рикадом Шаием, Ричардом Бонинџом, Рикардом Мутијем, као и са светским редитељима: Ђанкарлом дел Монаком, Пјер Луиђи Пицијем, Пјером Фађонијем, Ливиуом Ћулејием и др.
Њен музички репертоар је импресиван. Отпевала је преко 70 улога у оперским (Адалђиза, Абигаила, Ђована Сејмур, Марина, Сантуца, Пепељуга, Принцеза де Бујон, Амнерис, Еболи, Орловски, Изабела, Прециозила, Орфеј и др) и ораторијумским делима (Вердијев „Реквијем”, Моцартов „Реквијем”, Моцартова „Миса ц-мол”, Бетовенова „Миса Ц-дур”, Росинијев „Стабат Матер”, Перголезијев „Стабат Матер”, Хајднов „Стабат Матер”, и др). Посебан раритет у њеној каријери, је  веома тешка и ризична сопранска улога Абигаиле, коју је певала у континуитету од 22 године. Позната је и као иноватор у области класичне музике што је и показала у спектаклу концерта „Дива у првом лицу”. Такође бројност публике на њеним концертима је импресиван, па је концерт  „Светски музички бисери” одржан 2004. године, више пута понављан.
Учествовала је у бројним радијским и телевизијским емисијама (Раи Уно, Раи Тре, БиБиСи, Канале 5 и др.) као и у специјалним емисијама посвећеним њеном раду. Снимила је више шоу програма за РТС и РТВ.
Уметнички је руководилац Оперског студија „Борислав Поповић“ при Народном позоришту у Београду за усавршавање младих певача.
Од 2021. године је члан престижног међународног жирија такмичења младих певача „СОИ Фиоренца Ћедолинс”.
На међународном конкурсу за оперске певаче „Лазар Јовановић”, установљена је награда Јадранка Јовановић, која се додељује од 2023. године.
Поред музичке каријере, опробала се и као глумица у филму „Знакови”, рађеном по роману српског нобеловца Иве Андрића. Неколико година касније одиграла је интригантну улогу Анете Гордић у чувеној ТВ серији „Мој рођак са села”.

## Оперске куће и фестивали

### Наступи у Италији
- У Милану („Teatro alla Scala“) је имала свој први интернационални наступ, у опери  „Кармен” (Мерцедес) са диригентом Клаудијем Абадом, затим опера „Андре Шеније” (Берси) Умберта Ђордана, са диригентом Рикардом Шаијем и насловну улогу на првом светском извођењу опере „Орфеј”, композитора Луиђи Росија.
- У Трсту  („Teatro Lirico Giuseppe Verdi“) била је звезда фестивала оперете који се традиционално одржава у летњем периоду – „Грофица Mарица“ од Имре Калмана (насловна улога) и „Код белог коњића“ од Ралфа Бенатцког (Јозефа), „Хари Јанош“ Золтана Кодаља (Мариа Луиза) и „Госпођица Јулија“ од Антониа Бибала (насловна улога), са партнером Хозе Куром.
- У Риму („Teatro Argentina“) и у Милану („Teatro Carcano“) са Хозе Карерасом је певала насловну улогу у фантазији на тему „Кармен“.
- У Фиренци („Teatro Comunale“) „Коцкар“ (Сергеја Прокофиjева) улогу Бланш са Данијелом Деси.
- Парма („Teatro Reggio“) „Фалстаф“ (Антонио Салиjери – „Mrs. Slender“).
- Каљари („Teatro Romano“) на летњем фестивалу тумачи Прециозилу на премијери опере „Моћ судбине“ (Ђузепе Верди).
- Бергамо, на Доницетијевом фестивалу пева опере „Потоп“ и „Фауста“ уз пратњу радијског симфонијског оркестра из Милана („Rai di Milano“) уз директан радио пренос.
- Палермо („Teatro Massimo“) наступила је у 12 представа „Риголета“.
- У Пезару, на Росинијевом фестивалу пева оперу „Мојсије у Египту“ са диригентом Донатом Ренцетијем и партнером Роквел Блејком.
- У Катанији („Teatro Bellini“) тумачи главну мецосопранску улогу у опери „Сламни шешир из Фиренце“ Нина Роте (дириговао Маурицио Арена) као и насловну улогу у оперети „Кнегињи чардаша“.
- Ферара („Teatro Comunale“) гала концерт са Ђузепе Ђакоминијем, Боналдом Ђајотијем и диригентом Нином Бонаволонта.
- У Трапанију на летњем фестивалу учествује на гала концерту оперских арија и дуета уз пратњу фестивалског оркестра и Антониа Гвадања као диригента.
- На фестивалу „Санта Маргерита Лигуре“ у Ђенови, пева насловну улогу у опери „Кармен“.
- Месина („Teatro Vittorio Emanuelle“) у оквиру светског обележавања 250 година од рођења Моцарта (2006. године), имала је ту част да буде ангажована у три извођења Моцартовог „Реквијема“.
- Мителкулт театар у Трсту („Mittelcult“), премијера опере „Разговор са Тангом“ („Colloquio con il tango“), Рафаела де Банфилда поводом 100 година од рођења.
- У Трсту („Teatro Rossetti“), Гран гала оперете, на концерту њој у част додељена јој је Међународна награда за оперету 2019. године.

### Наступи на светским позорницама
- Барселона ("Teatro Liceo") дебитује као Принцеза де Бујон на премијери "Адријане Лекуврер", са Пласидом Домингом и Мирелом Френи. У истом театру је дебитовала и као Сара ("Роберто Девере") г. Доницетија, са Ричардом Бонингом као диригентом.
- Рио де Жанеиро ("Teatro Municipal") Вердијев "Реквијем", Розина у "Севиљском берберину", Композитор у "Ариадни на Наксосу" и као круна великог успеха Кармен са Пласидом Домингом и Јустином Диасом.
- Салцбург ("Mocarteum") Моцарт Миса ц - мол, са симфонијским оркестром и Моцарт хором, у оквиру обележавања 200 година од смрти Моцарта (1991).
- Лисабон ("Teatro San Carlos") пева Елену на премијери Боитове опере "Мефистофеле".
- У престижној дворани "Гулбенкијан" у Лисабону наступа као солиста  у Моцартовој миси ц-мол са ансамблом "I Solisti Veneti" и диригентом Клаудиом Шимонеом.
- Софијска опера - Адалђиза у "Норми" (В. Белини).
- Праг (сала "Жофин") са Прашким виртуозима и диригентом Александром Рахбарием пева Росинијев "Стабат Матер", а са Прашким симфонијским оркестром у "Беџих Сметана холу", пева Божићни концерт са тенором Петером Дворским и баритоном Далибором Јенисом.
- Атина (Одеон Херода Атичког) насловна улога у опери "Кармен".
- Сан Себастијан – Шпанија ("Teatro Victoria Eugenia") Малерове песме "Мртвој деци", затим и у Сабаделу – Барселона ("Teatro La Farandula") уз директан пренос на ТВ Барселона.
- Малага ("Teatro Servantes") дебитује у насловној улози опере "Пепељуга" (Ђ. Росини).
- Севиља ("Teatro della Maestranza") наступа у Вагнеровим "Валкирама".
- У националном театру у Даблину дебитује као Еболи у Вердијевом "Дон Карлосу".
- Као Еболи се представила и у Тулузу ("Théâtre Blagnac"), у Паризу ("Théâtre du Vésinet"), Aix-Les-Baine ("Théâtre du Casino Grand Cercle").
- У опери у Палм Бичу (САД) је постигла невероватан успех певајући главне улоге у "Пепељуги", "Италијанки у Алжиру" и као Еболи у "Дон Карлосу". Такође је отворила сезону хуманитарних гала концерата у Палм Бичу, за фондацију њиховог симфонијског оркестра у чувеној сали  "Mar-A-Lago".
- 2003. године је добила одличне критике за певање на финалној вечери Циришког фестивала на језеру.
- Мексико Сити ("Teatro de la Cuidade") Розина у "Севиљском берберину", као и у Гвадалахари ("Teatro de Golado").
- У Монтереју (Мексико) са оркестром филхармоније пева на гала концерту посвећеном 200. годишњици. рођења Росинија (1992).
- Опера у Бордоу (Фестивал "Музички мај") Фалстаф (А. Салиери).
- Опера у Тулону – "Риголето" и гала концерт.
- У Фигерасу (Шпанија) учествује на светској премијери фрагмената опере написане по либрету Салвадора Далија "Etre Dieu".
- У Чикагу, на свечаности поводом 100. годишњице Српске православне цркве - солистички реситал.
- Тумачила је главну улогу у опери Кармен две сезоне у националном театру Бунка Каикан у Токију, као и у Нагоји.
- Кармен је певала и у Сао Паолу ("Teatro Minicipal"), као и у ријечком казалишту "Иван племенити Зајц" у режији Јагоша Марковића.
- У Абу Дабију ће остати упамћена као прва Кармен коју је блискоисточна публика имала прилике да чује у живом извођењу.
- На Дубровачким летњим играма пева "Стабат Матер" од Росинија.
- У опери у Ници тумачи главну мецосопранску улогу у опери "Ariane et Barbe-bleue" (Пол Дука).
- У Краљевском театру у Лијежу (Белгија) певала је Мадалену у "Риголету".
- Поводом уласка Бугарске у Европску унију 2007. године наступа у Софијској филхармонији на гала концерту са тенором Емилом Ивановим.
- У опери у Букурешту, на фестивалу "Жорж Енеску", гостује као Абигаила у Вердијевом "Набуку" уз директан телевизијски пренос.
- У опери у Будимпешти - гала концерт.
- У опери у Одеси (Украјина) - гала концерт.
- У Аустрији на летњем фестивалу "Гарс Ам Камп" певала је Амнерис на премијери "Аиде".
- На Сплитском летњем фестивалу (Перистил) певала је Амнерис и Абигаилу у опери „Набуко“ а у сплитској опери ХНК Сплит, пева Еболи у опери Дон Карлос.
- На Мајским оперским сусретима у Скопљу (Национална опера и балет) певала је Розину, Адалђизу, Абигаилу и Сантуцу.
- У Загребачкој опери (ХНК Загреб) певала је Амнерис у опери „Аида“, Ђузепеа Вердија.
- У Нацоиналном театру на Крфу, на гостовању Београдске опере пева насловну улогу у опери "Пепељуга".
- Још један велики успех остварила је својим реситалом у чувеном "Глен Гулд Студиу" у Торонту.
- Њујорк, "Карнеги Хол", солистички концерт "Светски музички бисери".
- Вашингтон, "Кенеди Центар" (Millenium Stage), солистички концерт
- Београд, Народно позориште, светска премијера српске опере "Меланхолични снови грофа Саве Владиславића", С. Божића. (три улоге: Деспотица, Анђео Искушења и Магна матер)
- Алжир, концертна дворана "Ibn Zaydun", солистички концерт
- Константин (Алжир), Центар културе арапског света 2015, концертна дворана "Ahmed Bey", солистички концерт
- Алжир, Алжирска опера, "Boualem Bessaih", солистички концерт са оркестром Опере
- Оран, (Алжир), Театар „Abdelkader Alloula“, солистички концерт са оркестром
- Беч, Музикфераин, Златна дворана, Гала новогодишњи концерт са Иркутском филхармонијом, диригент Илмар Лапинш, са Алексејом Тихомировим.
- Вашингтон, "La maison Francais", солистички концерт "Nuite d’amour".

## Политичка каријера
Након парламентарних избора 2016. године, постаје посланик у Народној скупштини Републике Србије, на листи Српске напредне странке под називом Србија побеђује, као нестраначка личност. Исте године је именована за шефа делегације у Парламентарној скупштини Франкофоније. Србија је током њеног мандата променила статус из посматрача у придруженог члана ове велике међународне организације (2019). Реизабрана је три пута 2020, 2022 и 2023. године.

## Музичка издања
- „Авантура”, 1990.
- , 1995.
- „Дал' ме волиш”, 1996.
- „Интернационални музички фестивал”, Чешки Крумлов, 2000.
- „Славица Петровска Галик за пријателите”, Македонски народни театер, 2002.
- „Јадранка Јовановић — мецосопран, Никола Рацков — клавир”, Хуманитарни концерт, Торонто, 2003.

## Филмографија
| Год.       | Назив                      | Улога           |
| ---------- | -------------------------- | --------------- |
| 1990-е     |                            |                 |
| 1995.      | Знакови                    | примадона опере |
| 2000-е     |                            |                 |
| 2008—2011. | Moj рођак са села (серија) | Анета Гордић    |

## Награде
- 1994: Годишња награда Удружења музичких уметника Србије (УМУС)
- 1999: Медаља Министарства културе, Народне Републике Кине
- 2006: Награда „Златни Беочуг"
- 2015: Изузетна Вукова награда[4]
- 2017: Награда Браћа Карић
- 2018: Национална награда „Капетан Миша Анастасијевић”
- 2019: Награда града Београда
- 2019: Међународна награда за оперету, Италија[5]
- 2020: Награда Народног позоришта у Београду
- 2022: Плакета Народног позоришта

### Одликовања
- Орден Карађорђеве звезде, I степена (Србија).